# Martí Llosent i Molà
Martí Llosent i Molà (Llagostera, 29 d'agost del 1922 - 11 d'agost del 1986) va ser músic de cobla i compositor.

## Biografia
Era membre d'una família de músics (avi, pare, oncle i el cosí Martí Llosent i Vendrell), i el seu pare era tenora a la Principal de Llagostera. Del seu avi Martí, l'Avi Andarin, fundador de l'orquestra La Moderna rebé lliçons de solfeig i flauta.
Treballà de sastre en un establiment al passeig Pompeu Fabra de Llagostera la major part de la seva vida, ja que el seu pare li havia insistit que la feina de músic era molt dura. De jove va estudiar clarinet, va tocar a la banda quan feia el servei militar i a casa seva tocava la flauta travessera que havia après de manera autodidàctica.
Entre la dècada del 1960 i el 1970 formà part del Quartet l'Estrella de Llagostera, una formació que interpretava valsos, masurques i cançons populars, i on també passaren altres músics com Miquel Roig Bosch, Josep Calvet, Ricard Viadiu, Joan Valls, Jesús Ruiz i Miquel Codolar. En Llosent i Molà hi tocava la flauta travessera, amb l'únic objectiu de passar-ho bé. També actuà a la cobla "Orquestra Iris", de Salt, i amb la "Principal de Palafrugell".
Quan morí el seu pare, va rebre classes de tenora a fi de tocar a La Principal de Llagostera. Formava part d'aquesta cobla quan morí tornant de pescar, en un accident de cotxe. Com a compositor fou autor de diverses peces de música, incloent-hi La nostra Laura, sardana obligada per a dues tenores, el seu instrument.